# Cantón de Nyons
El cantón de Nyons era una división administrativa francesa, que estaba situada en el departamento de Drôme y la región de Ródano-Alpes.

## Composición
El cantón estaba formado por dieciocho comunas:
- Arpavon
- Aubres
- Châteauneuf-de-Bordette
- Chaudebonne
- Condorcet
- Curnier
- Eyroles
- Les Pilles
- Mirabel-aux-Baronnies
- Montaulieu
- Nyons
- Piégon
- Saint-Ferréol-Trente-Pas
- Saint-Maurice-sur-Eygues
- Sainte-Jalle
- Valouse
- Venterol
- Vinsobres

## Supresión del cantón de Nyons
En aplicación del Decreto nº 2014-191 de 20 de febrero de 2014, el cantón de Nyons fue suprimido el 22 de marzo de 2015 y sus 18 comunas pasaron a formar parte del nuevo cantón de Byons y Baronías.